# اچ‌ام‌اس الکساندر (۱۷۷۸)
اچ‌ام‌اس الکساندر (۱۷۷۸) (به انگلیسی: HMS Alexander (1778)) یک کشتی است که طول آن ۱۶۹ فوت (۵۲ متر) می‌باشد. این کشتی در سال ۱۷۷۸ ساخته شد.